# Dicranomyia (Dicranomyia) omi
Dicranomyia (Dicranomyia) omi is een tweevleugelige uit de familie steltmuggen (Limoniidae). De soort komt voor in het Australaziatisch gebied.